# Wspólnota administracyjna Offingen
Wspólnota administracyjna Offingen – wspólnota administracyjna (niem. Verwaltungsgemeinschaft) w Niemczech, w kraju związkowym Bawaria, w rejencji Szwabia, w regionie Donau-Iller, w powiecie Günzburg. Siedziba wspólnoty znajduje się w miejscowości Offingen.
Wspólnota administracyjna zrzesza jedną gminę targową (Markt) oraz dwie gminy wiejskie (Gemeinde): 
- Gundremmingen, 1 544 mieszkańców, 10,84 km²
- Offingen, gmina targowa, 4 132 mieszkańców, 14,93 km²
- Rettenbach, 1 628 mieszkańców, 12,75 km²